# Mona le vampire
Mona le Vampire (Mona the Vampire) est une série d'animation franco-canadienne en 65 épisodes de 20 minutes créée et écrite par Sonia Holleyman puis plus tard écrite par Hiawyn Oram, produite par Cinar et diffusée entre le 13 septembre 1999 et le 22 février 2006 en anglais sur YTV et en français à partir du 9 septembre 2000 à la Télévision de Radio-Canada, puis rediffusée sur le bloc de programmation pour les enfants Vrak Junior sur la chaîne VRAK.TV.
Il a été diffusé en France à partir du 30 octobre 2000 au 24 mars 2006 dans MNK, T O 3 puis France Truc sur France 3 et Canal J, puis sur France 5 dans l'émission Midi les Zouzous en 2008 et sur Tiji.

## Synopsis
Mona Parker est une petite fille de dix ans avec une grande imagination. Elle combat des monstres, des personnages mystérieux et adore les énigmes. Lorsqu'elle est en difficulté, son alter ego Mona le vampire vient la secourir.

## Personnages

### Mona Parker et sa famille
Mona Parker, une petite fille de dix ans, peut devenir Mona le Vampire. Ses parents n'ont pas de prénom, on les appelle simplement Monsieur et Madame Parker.

### Crok
Crok est le chat de compagnie de la famille Parker, ainsi que le partenaire de Mona. Il se déguise en Chat-vampire. Sa maîtresse lui attache des fausses ailes (probablement pour lui donner l’apparence d’une chauve-souris). Le fait qu’il ne peut pas parler fait de lui un partenaire parfait. Crok est le complice parfait dans le plus profond de son imagination. Le plus important de tout est qu’il est toujours présent. Il peut se confier à Mona. Il est toujours à ses côtés, prêt à la suivre n’importe où, n'importe quand, sans poser de questions. Toujours positif, il est tout aussi rusé que Mona lorsqu'arrive le temps de partir à l’aventure.

### Amis de Mona
- Lily Duncan : elle peut devenir Princesse invincible.
- Charlie Os : il peut devenir Zappeur.

## Distribution

### Voix originales
- Emma Taylor-Isherwood : Mona Parker alias Mona le Vampire
- Justin Bradley (en) puis Evan Smirnow : Charley Bones alias Zapman (2003)
- Carrie Finlay (en) : Lily Duncan alias Princess Giant
- Carole Jeghers : Mrs Parker
- Marcel Jeannin : Mr Parker
- Tia Caroleo : Angela Smith
- Oliver Grainger (en) puis James Harbour : George Dumol
- Louis Negin : le révérend Gregory
- Gary Jewell puis Richard Dumont : l'officier Halcroft
- Rick Miller (en) puis Stephen Spreekmeester : le principal Shawbly
- Sonja Ball (ceb) : Mrs Bryerson
- John Stocker (en) : le maire Rosenbaum
- Michael Yarmush (en) : Lawrence
- Ricky Mabe (pl) : Morris
- Al Gravelle : Big Al
- Patrick Pinney : Bill Canasson
- Craig T. Nelson : Le magicien extra-terrestre
- Brian Tochi : Bruce
- Wallace Shawn : Bif Baffo et le magicien noir
- Debi Derryberry : Poucinette
- Dee Bradley Baker : Bob le concierge
- John O'Hurley : Igor
- Jack Angel : Thor
- Jessica Kardos, Michael O'Reilly, Dawn Ford, Mark Trafford, Helen King (en), Melissa Altro (en), John Koensgen, Dennis St John, David Tyler (en), Doug Price, Jeremy Zafran, Ellen David, Terence Bowman, Wyatt Bowen, Nadia Verucci, Susan Glover, Gabrielle Lazarovitz, Michelle Heisler, Bruce Dinsmore, Tedd Dillon, Mickie McGowan, Phil Proctor : voix additionnelles

### Voix françaises
- Kelly Marot : Mona Parker
- Caroline Vigier : Lily Duncan (Princesse Invincible) (1re voix)
- Zoé Bettan : Lily Duncan (Princesse Invincible) (2e voix), Angela Smith (2e voix)
- Stéphanie Lafforgue : Charlie Os ou Charlie Genoux (Zappeur), la maman de Mona
- Susan Sindberg : George Dumol, Mlle Mile Suffy
- Bernard Jung : le papa de Mona, l'inspecteur Lostus, M. Hyde (saison 2)
- Thierry Murzeau : le directeur Bonneuil, le révérend Gregory, M. Hyde (saisons 3-4), voix additionnelles
- Marjolaine Poulain : Angela Smith (1re voix)
- Danièle Hazan : Mme Baterville, voix additionnelles
- Frédéric Cerdal : Hercule Durand, Rusty, Caboose Malloy, M. Mendléla, voix additionnelles (épisodes 48 a. à 49 b.)
- Bruno Magne : M. BelleOeil, Dave, M. Raplapla, Murail, voix additionnelles (épisodes 3 b. à 5 b.)
- Yann Pichon : voix additionnelles
- Frédéric Popovic : Chuck Commodo, Tony, Victor, voix additionnelles
- Patrick Béthune : M. Compromettre, le terrassier terrorisé, Cany et quelques voix additionnelles (épisodes 36 b. à 39 b.)

- Version française
  - Studio de doublage : Chinkel
  - Direction artistique : Marie-Christine Chevalier
  - Adaptation : Amélie Morin, Réjane Schauffelberger, Patricia Angot, Gilles Coiffard[3]

## Épisodes

### Saison 1 (1999-2001)
Saison réalisée par Jean Caillon.
1. L'épouvantail passe à l'attaque / Le robot baby-sitter
2. Von Chokott perd la boule / L'abominable virus informatique
3. Le misérable chien fantôme / Jurassic parking
4. Le trou noir baladeur / Bons baisers de Naniland
5. Le redoutable homme araignée / La nuit du mannequin vivant
6. L'élève étranger / Princesse Invincible et les monstres de la lune rouge
7. La légende de Bill Canasson / Les hommes en noir
8. Le chasseur de vampires / Le chant des sirènes
9. Le recueil des horreurs / Sam et Ella, agents biologiques
10. La malédiction du tombeau de la momie / Glagla le bonhomme de neige
11. L'abominable docteur Vaudou / Le fantôme au caleçon qui danse
12. Le fantôme habite au 666 / Le cri du monstre des marais
13. L'esprit de la forêt / Le croquemitaine
14. L'homme qui avait neuf vies / Les borborygmes de l'igname grognon
15. Une toute petite ville / Le sosie sournois
16. Le monstre de la salle de bains / Mona et le loup garou
17. Le génie du vide-grenier / Les ogres et les poupées
18. Mona, dompteuse de puces / L'ombre d'un doute
19. Le beignet chinois / Les lutins
20. Le monstre cannibale / Des remplaçants très spéciaux
21. La cible de Cupidon / Pirates perdus
22. La danseuse ensorcelée / Les deux magiciens
23. Voyage dans le temps / L'heure c'est l'heure
24. Le garçon oiseau / L'armée des fleurs
25. Portrait craché / La baraque foraine de la quatrième dimension
26. Lavage de cerveau / La vengeance de Von Chockott

### Saison 2 (2001)
1. Dr Java et monsieur Hyde / Mille Classetout
2. L'abominable costume en polyester / Drôle de troll
3. Qui est la marionnette ? / Monstro-mobile
4. Le triangle de Christophe Colomb / Le yéti des terrains de foot
5. Le Ciborg Fantask / Un chat à la mer
6. La vengeance des sorcières / Le manoir maudit d'Agatha Misty
7. Les adorateurs du soleil / Vague de chaleur
8. La malédiction du ninja / Hal T. Neander
9. Un charmant Chaman / Louveteaux programmés
10. Gripland / Chaînes brisées
11. Le bébé charmeur / Le monstre des sacs poubelles
12. Le Goliath de granit / Campeurs intergalactiques
13. Pommes de méduses / Mais qui est ma grand-tante ?

### Saison 3 (2002)
1. Le trou noir / Monstres de cire
2. Le p'tit Gaston givré / Le gang des loubards vampires
3. Frank Stein / Du gâteau !
4. Terreur au royaume des cartoons / Une ombre dans la nuit
5. Une rude journée de travail / L'affaire de l'échangeur
6. Le diable à ressort / Le mystère du maïs
7. Méfiez-vous des jouets qui dorment ! / Il s'en fallait d'un cheveu
8. Mona contre Miss Merveille / Le concours d'orthographe
9. Le monstre à cornes / Le fameux hold-up du train postal
10. Le cri de la Dame Chat / Le clown garou
11. Le bal des vampires / Amourette gothique
12. Cuisson fatale / Maudit parcours !
13. L'affaire de la princesse Troll / Le magicien extraterrestre

### Saison 4 (2004-2006)
Saison réalisée par François Perreau.
1. Gargouilles à gogo / Sinistres singeries
2. La colère de Thor / Fanfare en folie
3. Les signes du zodiaque / Le sauvetage de la reine Mab
4. L'homme-requin / La recette secrète du docteur Purrman
5. L'Atlantide, le retour / L'invasion des éphémères
6. Robotto Suffy / Le magicien laser
7. Lutins au bowling / Le fantôme du trapèze volant
8. Extraterrestres, 1, 2, 3 / Zapeur pique sa crise !
9. Encore un peu de sauce ? / Les délires de l'autobus scolaire
10. Le cauchemar du Nickelodeon / Yéti y'es-tu
11. Le marchand de sable / Jour de congé pour Von Chokott
12. Les Reptiles Rockers / Aspiro 5000
13. La revanche de la méduse /Terribles prévisions

## Diffusions télévisées
- Australie : sur ABC1 depuis mai 2011 et sur Nickelodeon (en)
- États-Unis : sur This TV du 26 septembre 2011 au 27 octobre 2013.

## Commentaires
Le scénario de chaque épisode reste cohérent. Quand un événement bizarre arrive dans le monde réel, Mona y donne une explication surnaturelle.
Le plan de la série se construit autour d'un événement survenu dans la vie réelle. L'épisode commence par donner un aperçu de l'événement, puis continue avec la version imaginée expliquée par les enfants, et revient à la réalité ensuite. L'histoire continue en alternant une version imaginaire et une version réelle jusqu'à un point culminant, qui est presque toujours une scène d'imagination. Le dénouement est souvent une scène de la vie réelle, qui explique comment ce qui est arrivé en réalité dans tout l'épisode.